# Bei Bedarf
Bei Bedarf ist eine deutsche Punkband aus Berlin-Kreuzberg.

## Geschichte
Die Band wurde 2011 gegründet. 2013 erschien ihre Debüt-EP Abrechnung gefolgt von Konzerten in ganz Deutschland. 2015 erschien dann ihr Debütalbum Dichter & Henker über das Label CoreTex Records.
2023 erschien das Album 10 Jahre in 30 Minuten beim Label Bakraufarfita Records.

## Rezeption
Bei Bedarf wird als klassische Deutschpunk-Band bezeichnet und mit Bands wie Terrorgruppe, WIZO und ZSK verglichen, wobei auch Ska- und Reggea-Beats zum Einsatz kommen.
Away from Life beschreibt das Album 10 Jahre in 30 Minuten als „sozialkritischer Deutschpunk ohne Asi-Faktor“ jedoch ohne Alleinstellungsmerkmal und meist hervorsehbar. Ähnlich betitelt sie auch das underdog-fanzine „im Kern nichts Neues, sondern ein Statement an den guten deutschen Punkrock“.

## Diskografie

### Alben
- 2015: Dichter & Henker (CoreTex Records)
- 2023: 10 Jahre in 30 Minuten (Bakraufarfita Records)

### EPs
- 2013: Abrechnung
- 2017: Bund statt braun